# موزه ملی هنرهای تزئینی

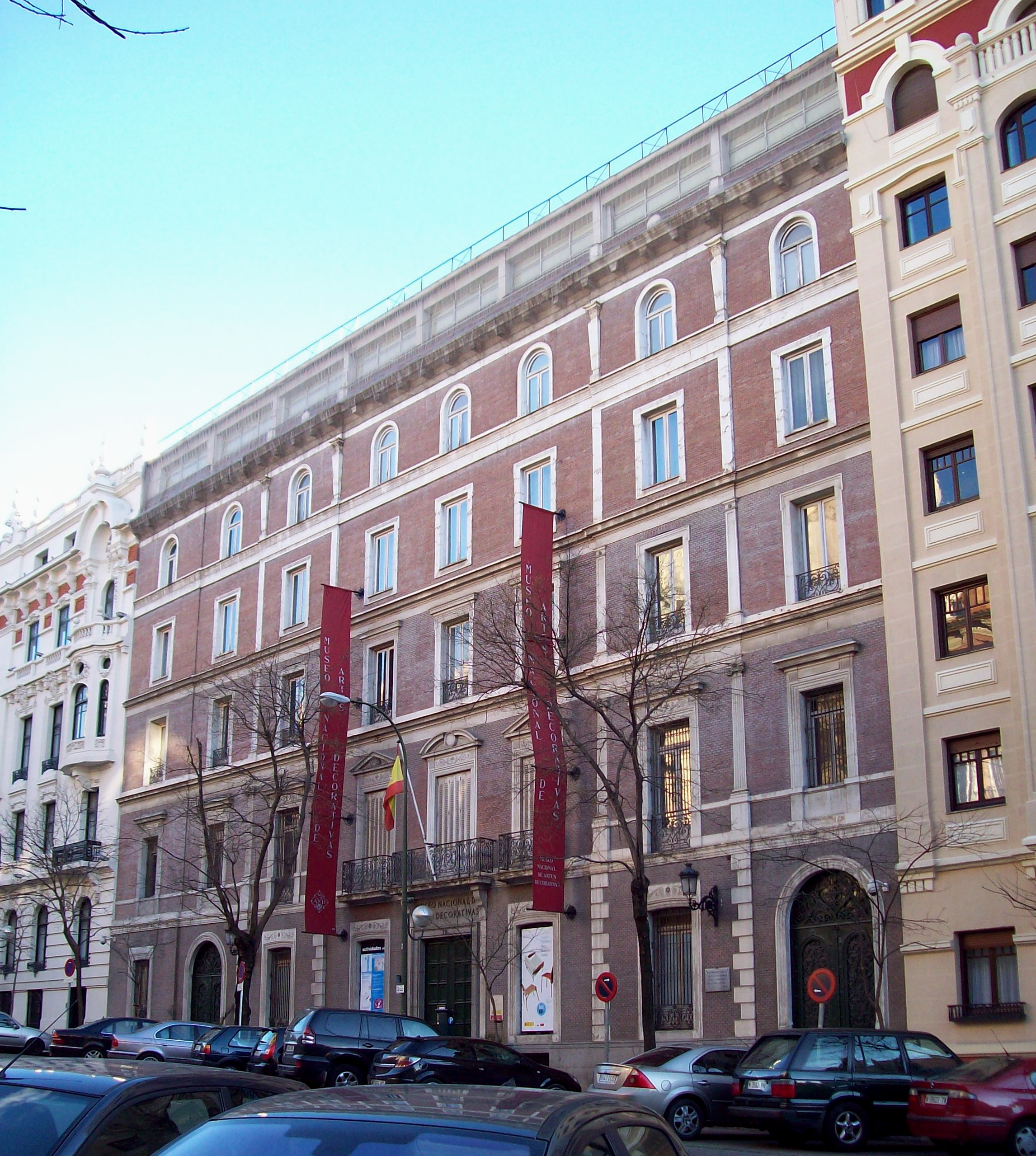
موزه ملی هنرهای تزئینی

موزه ملی هنرهای تزئینی (به اسپانیایی: Museo Nacional de Artes Decorativas) (به انگلیسی: National Museum of Decorative Arts) در خیابان دوازدهم منتالبان در مادرید اسپانیا واقع شده‌است. این موزه دارای چیزی حدود ۴۰٬۰۰۰ قطعه هنری به همراه مقدار قابل توجهی از آثار جهان عرب و آثاری از مراکش و ترکیه می‌باشد. این موزه زیبا که از جاذبه‌های گردشگری شهر مادرید به حساب می‌آید حدود ۲۲٬۰۰۰ بازدیدکننده دارد.